# Ernst Peschl

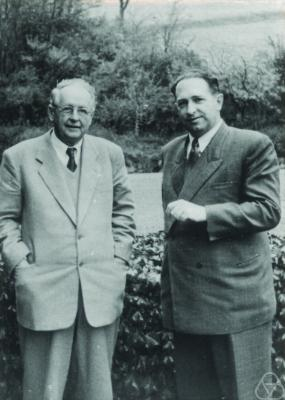
Ernst Peschl (rechts) neben Hermann Weyl

Ernst Ferdinand Peschl (* 1. September 1906 in Passau; † 9. Juni 1986 in Eitorf) war ein deutscher Mathematiker.

## Leben
Ernst Peschl stammte aus der Familie eines Brauereibesitzers. Nach dem Besuch der Oberrealschule in Passau nahm er 1925 in München das Studium der Mathematik, Physik und Astronomie auf. Er promovierte im Jahre 1931 bei Constantin Carathéodory an der Universität München (Über die Krümmung von Niveaukurven bei der konformen Abbildung einfachzusammenhängender Gebiete auf das Innere eines Kreises; eine Verallgemeinerung eines Satzes von E. Study.). Danach folgten Assistentenjahre in Jena bei Robert König und in Münster bei Heinrich Behnke. Während des Studiums war er für ein Jahr Mitglied der SA und wurde danach Mitglied des Nationalsozialistischen Deutschen Dozentenbunds. Zum 1. Mai 1933 trat er der NSDAP bei (Mitgliedsnummer 3.259.295). Er habilitierte sich 1935 in Jena. Nach einer Lehrstuhlvertretung wurde er im Jahre 1938 a.o. Professor an der Universität Bonn. Während des Krieges arbeitete er an der Deutschen Forschungsanstalt für Luftfahrt in Braunschweig. Nach dem Krieg wurde er Direktor des Mathematischen Instituts in Bonn und im Jahre 1948 ordentlicher Professor ebenda. Er baute in Bonn das Institut für reine und angewandte Mathematik, das Institut für instrumentelle Mathematik und die Gesellschaft für Mathematik und Datenverarbeitung, die er mit Heinz Unger von 1969 bis 1974 leitete, mit auf.

## Arbeitsgebiete und Wirkung
Ernst Peschls Hauptarbeitsgebiete waren geometrische Funktionentheorie, partielle Differentialgleichungen und die Theorie der Funktionen mehrerer komplexer Variablen.
Bei Peschl wurden unter anderem Claus Müller, Friedhelm Erwe, Karl Wilhelm Bauer, Bernhard Korte, Stephan Ruscheweyh und Karl-Joachim Wirths promoviert. Ludwig Reich habilitierte sich bei ihm.

## Ehrungen
Peschl erhielt 1969 die Ehrendoktorwürde der Universität Toulouse und 1982 die Ehrendoktorwürde der Universität Graz. Er wurde 1975 von der französischen Regierung für seine fruchtbare Zusammenarbeit mit französischen Mathematikern zum Officier des Palmes Académiques ernannt. 1983 wurde er mit dem Verdienstkreuz 1. Klasse der Bundesrepublik Deutschland ausgezeichnet.
Peschl war ordentliches Mitglied der Nordrhein-Westfälischen Akademie der Wissenschaften, der Bayerischen und Österreichischen Akademien der Wissenschaften und korrespondierendes Mitglied der Académie des Sciences, Inscriptions et Belles-Lettres de Toulouse. Er erhielt die Pierre-Fermat-Medaille im Jahre 1965 und die Medaille der Universität Jyväskylä.

## Schriften
- Über die Krümmung von Niveaukurven bei der konformen Abbildung einfachzusammenhängender Gebiete auf das Innere eines Kreises. Eine Verallgemeinerung eines Satzes von E. Study, Mathematische Annalen 106, 1932, S. 574–594
- Zur Theorie der schlichten Funktionen, Crelles Journal 176, 1937, S. 61–94
- Über den Cartan-Carathéodoryschen Eindeutigkeitssatz, Mathematische Annalen 119, 1943, S. 131–139
- Analytische Geometrie, Bibliographisches Institut, Mannheim 1961
- Funktionentheorie, Bibliographisches Institut, Mannheim 1967
- Differentialgeometrie, Bibliographisches Institut, Mannheim 1973, ISBN 3-411-00080-5
- mit Friedhelm Erwe: Partielle Differentialgleichungen erster Ordnung, BI Hochschultaschenbücher Band 87 1973, ISBN 3-411-00087-2